# سیارک ۲۵۹۶۶
سیارک ۲۵۹۶۶ (به انگلیسی: 25966 Akhilmathew، نامگذاری:2001FP28)۲۵۹۶۶مین سیارک کشف شده‌است که در ۱۹ مارس ۲۰۰۱ کشف شد.